# ステファノス・ガヴリイロプロス
ステファノス・ガヴリイロプロス（Στέφανος Γαβριηλόπουλος, Stephanos Gavriilopoulos, ? - 1333年）は、東ローマ帝国地方名門貴族の出身、尊厳公（セヴァストクラトル σεβαστοκράτωρ）、セサリア（テッサリア）君主国の独立支配者（在位：1318年 - 1333年）。

## 生涯
ガヴリイロプロス家はセサリア地方有数の家門の一つ。その当主ステファノスは同地域に於いて大地主として絶大な権力を誇り、恐らくは若年・病弱なヨアニス2世ドゥカスの政権下でも大きな影響力を揮ったものと思われる。この時代に、セサリア君主国に対しては東ローマ帝国が宗主権を確立しつつあったが、ステファノスは同地域の有力者と協同してヨアニスをもり立て、東ローマの干渉を排除する姿勢をとり続けた。
ヨアニス2世は1318年に子なく没し、セサリアに於けるドゥカス・コムニノス・アンゲロス朝は断絶したが、ステファノス・ガヴリイロプロスは自らが実質的なその地位を次いで独立を維持し続けた。彼に対し、東ローマ皇帝アンドロニコス2世パレオロゴスもアンゲロス朝と同じ尊厳公称号を贈り、名目的な宗主権に満足せざるを得なかった。
1333年にステファノスが没すると、セサリアはイピロス専制公ジョヴァンニ2世オルシーニと東ローマ帝国の間で係争の的となった。東ローマ皇帝アンドロニコス3世パレオロゴスは既にセサリア軍政官に任命しておいたミハイル・モノマホスを派遣し、オルシーニを追い払って漸くセサリアを帝国に併合した（完了は1335年頃）。
東ローマ併合後も、ガヴリイロプロス家はセサリアに於いて勢力を維持し続けた。ステファノスの遺児ミハイル・ガヴリイロプロスは東ローマの内乱に際して再度自立の傾向を強めると共に、ヨアニス6世カンダクジノスを支援してその登極に助力した。

（本項目の表記は中世ギリシア語の発音に依拠した。古典式慣例表記については各リンク先の項目を参照。）